# Le Petit Écho de la mode
 (décembre 2017).
Si vous disposez d'ouvrages ou d'articles de référence ou si vous connaissez des sites web de qualité traitant du thème abordé ici, merci de compléter l'article en donnant les références utiles à sa vérifiabilité et en les liant à la section « Notes et références ».

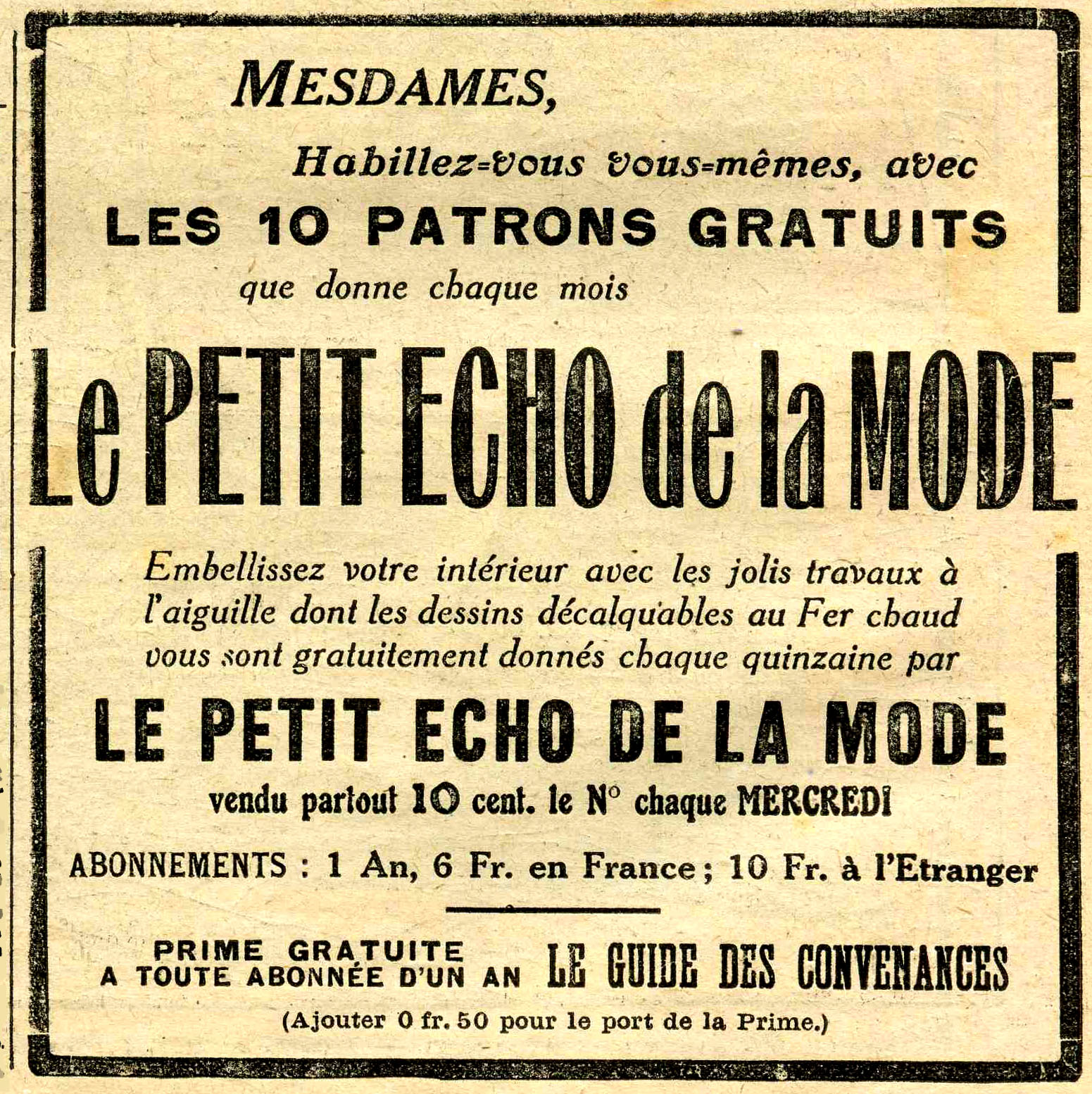
Annonce publicitaire dans Le Pèlerin en 1913.

Le Petit Écho de la mode est un magazine féminin hebdomadaire français, fondé en 1879, par Charles de Penanster, puis disparu en 1983. 
Ce titre connaît un succès presque immédiat et atteint un tirage de 300 000 exemplaires en 1900 et plus d’un million et demi d’exemplaires chaque semaine en 1950, avant de disparaître. Dénommé Le Petit Écho de la mode de 1880 à 1955, puis L'Écho de la Mode de 1955 à 1977 et enfin Petit Écho de la Mode/Femmes d'Aujourd'hui de 1977 à 1983.

## Histoire
Le Petit Journal de la Mode est lancé en 1878 ; celui-ci vivote alors à 5 000 exemplaires. Journal déficitaire, il est repris un an après son lancement par Charles de Penanster, jeune sénateur des Côtes-du-Nord, et sa femme, née Claire Le Roux. Il devient alors Le Petit Écho de la mode. Claire de Penanster en devient rédactrice en chef sous le pseudonyme de Baronne de Clessy. Le journal se définit en tant que journal hebdomadaire familial, pratique, principalement destiné aux femmes, avec une ligne éditoriale liée au catholicisme social, le tout avec un prix de vente très modique.  
Outre le thème de la mode, abordé dès la première de couverture, la vie quotidienne est relayée à travers la broderie, la cuisine, l’éducation, les bonnes manières ou bien les conseils d’ameublement. À cette époque, à la suite de la défaite de 1870 contre la Prusse et la chute du Second Empire la même année, la France paie des indemnités de guerre considérables à l'Allemagne. En cette période de crise, les ménages exsangues trouvent dans ce journal des astuces pour améliorer le quotidien. En effet, chaque numéro comprend des conseils dans quatre domaines distincts : 
- vestimentaire : un patron encarté permet d'habiller toute la famille à la dernière mode parisienne, avec les tissus qu'on a sous la main ;
- culinaire : des recettes de cuisine peuvent se concocter avec des ingrédients bon marché et équilibrés ;
- sanitaire et hygiénique : des « remèdes de grand-mère » évitent d'aller chez le médecin et donc d'engendrer de fortes dépenses ;
- culturel : des articles permettent à toute la famille de s’intéresser aux arts, aux sciences et à l'histoire. En effet, au XIXe siècle, la culture n'est plus uniquement réservée à l'élite de la société ;

Le Petit Écho de la mode connaît un rapide succès. Un an après sa reprise, le magazine tire déjà à 19 000 exemplaires chaque dimanche. En 1900, il est tiré à plus de 200 000 exemplaires par semaine, pour monter à 1 100 000 exemplaires vers 1930 puis 1 500 000 en 1960. En 1955, le magazine est l'un des plus importants tirages de France. Il appartient au groupe des Éditions de Montsouris, dont l'ensemble des tirages représente 50 % de la presse française. Mais au cours des années 1960, le tirage chute drastiquement. En 1966, Raymond Loewy en modernise la présentation en mettant l'accent sur le mot « Écho » mais cela ne suffit pas à le relancer. Le magazine disparait au milieu des années 1970, intégré à Femmes d’aujourd’hui.
Cette réussite est en partie due à un contenu diversifié et à des innovations marketing qui permettent au journal de nettement se démarquer de ses concurrents. La fidélisation des lectrices est assurée via l’insertion dans les numéros de patrons modèles en 1893, de jeux concours ou de romans à épisodes sous forme détachable intégré dès 1887. Rien que l'insertion d'un roman gratuit comme supplément fait gagner 100 000 exemplaires au périodique et le patron 35 000.
De juillet 1919 à 1936, le journal publie également une revue pour enfants, Guignol - Cinéma des Enfants.
Le journal fut imprimé à Châtelaudren-Plouagat jusqu'en 1983.